# Orthonecroscia ruficeps
Orthonecroscia ruficeps är en insektsart som beskrevs av Kirby 1904. Orthonecroscia ruficeps ingår i släktet Orthonecroscia och familjen Diapheromeridae. Inga underarter finns listade i Catalogue of Life.